# Stagonospora arenaria
Stagonospora arenaria är en svampart som först beskrevs av Pier Andrea Saccardo, och fick sitt nu gällande namn av Pier Andrea Saccardo 1878. Stagonospora arenaria ingår i släktet Stagonospora och familjen Phaeosphaeriaceae.  Utöver nominatformen finns också underarten minor.